# エコロ・ジャパン
エコロ・ジャパン(英称:ECOLO Japan)は、世界の緑の党に代表されるグリーン・ポリティクス(緑の政治)を日本で普及・啓発することをめざした任意団体。2004年1月に、フリーライターで市民活動家の今本秀爾(いまもと しゅうじ)]の呼びかけにより設立。前身は欧州圏の環境政策について懇談する任意団体「緑の政策プロジェクト21」。7年間の活動期間を経て2011年9月に解散。

## 団体概要
エコロ・ジャパンは、世界の緑の党の共通憲章である「グローバル・グリーンズ憲章」の基本理念である「エコロジー」「社会的公正」「参加民主主義」「多様性の尊重」といった「サステナビリティ」社会の前提条件を満たす、日本初の緑の政党(エコロジー政党)を構築すべく、これらの理念を反映する総合政策集「持続可能な社会のためのグリーン・マニフェスト」を完成するとともに、活動に共感する活動家のネットワークを構築し、「緑の政治」の普及・浸透をめざした。主に環境・社会政策の分野の専門家やNGOを招き、首都圏において定期的に政策セミナーを開催する一方で、緑の党に関連した文献の日本語訳本の出版、理念に合致した候補者の選挙活動の支援や評価(グリーン・マニフェスト・キャンペーン)などを行った。2006年には同団体の学生メンバーが姉妹団体として大学生を中心としたユース組織Japan Young Greensを設立し、環境関連プロジェクトやキャンペーン活動を展開した。
「特定の支援母体に寄らず、緩やかで自由な組織体制を敷く」という規約方針の下、政治団体やNPO法人ではなく、個人有志による政策ネットワークという形を維持していた。セミナーや政策マニフェスト形成を通じて内外のNGO団体と幅広く交流を重ねる一方、数多くの海外の緑の党の政治家・活動家と交流。2003年に欧州緑の党ベルリン大会に参加、2006年10月には欧州緑の党(ブリュッセル)訪問、同ジュネーブ大会参加ツアーを開催。さらに2008年5月のロンドン市長選およびグローバル・グリーンズ2008(サンパウロ大会)、アジア太平洋緑のネットワーク大会2010(台北)に参加。2008年より2011年まで、世界の緑の党連盟(グローバル・グリーンズ)の地域支部組織であるアジア太平洋グリーンズ・ネットワークの正加盟団体となり、2010年5月には、団体代表が同運営委員に選任された。
2009年8月には、設立当初からの運営委員である加藤正法委員(神奈川3区)が総選挙(衆院選)に立候補したため、団体推薦候補として応援したが落選。2011年4月の全国統一地方選挙時には、NGO活動家有志による「グリーンハーツ・キャンペーン2011」を団体後援・応援した。公募選出により首都圏の5名の環境派候補を応援(うち2名が当選)したほか、設立当初以来の運営委員の加藤正法氏が神奈川県議選に初当選を果たした。活動の行き詰まりから2011年9月に活動停止(解散)する。

## 沿革
- 2004年4月 - 同年7月の参院選に合わせた「緑のマニフェストセミナー」を開催。
- 2005年4月 -「世界の緑の党ワークショップ」を開催。欧州基調報告会を開催。
- 2006年
  - 9月 - 翻訳チームがドイツ環境大臣の著書『グローバルな正義を求めて』を日本語訳。
  - 10月 - 欧州緑の党大会に参加、EU視察ツアーを実施。ユース団体「Japan Young Greens」を設立。
- 2007年
  - 1月 - ユース団体「Japan Young Greens」がナイロビにて開催された「グローバル・ヤング・グリーンズ(GYG)世界大会」に参加。
  - 7月 - 参院選時に「グリーン・マニフェスト・キャンペーン」を実施、マスメディアの注目を集める。
  - 12月 - ドイツ緑の党2002年版・新綱領『未来は緑』を日本語訳。
- 2008年
  - 5月 - グローバル・グリーンズ2008・ブラジル大会に団体参加。ロンドン市長選で緑の党候補を応援。グローバル・グリーンズ連盟、アジア太平洋緑のネットワーク (APGN) に正式加盟。
  - 11月 - 連続企画「サステナビリティ・セミナー」を開始(現在継続中)
- 2009年
  - 7月 - 衆院選で推薦候補を支援。
  - 11月 - カナダ緑の党の著名活動家・メラニー＝マレンの来日ツアーを東京にて開催。
- 2010年
  - 4月 - 第2回 アジア太平洋緑の党ネットワーク(APGN)に団体参加。代表が選挙で同次期運営委員に選出される。
  - 7月 - 参院選においてグリーン・マニフェスト・キャンペーン2010を実施。
  - 10月 - 名古屋での国連「生物多様性条約国際会議」(CBD/COP10)のサイドイベントにNGO団体として参加。
  - 12月 - CSRに関する総会を開催。
- 2011年
  - 3月 - 統一地方選「グリーンハーツ・キャンペーン2011」に参加。首都圏にて5名の候補者を支援(うち2名当選)。
  - 5月 - 国際部(ECOLO Japan International)を設置
  - 9月 - 解散。

## 組織体制
団体代表および10名程度の運営委員と、数百名の登録会員(メーリングリスト登録制)から構成されていた。